# Frederik van Schaumburg-Lippe

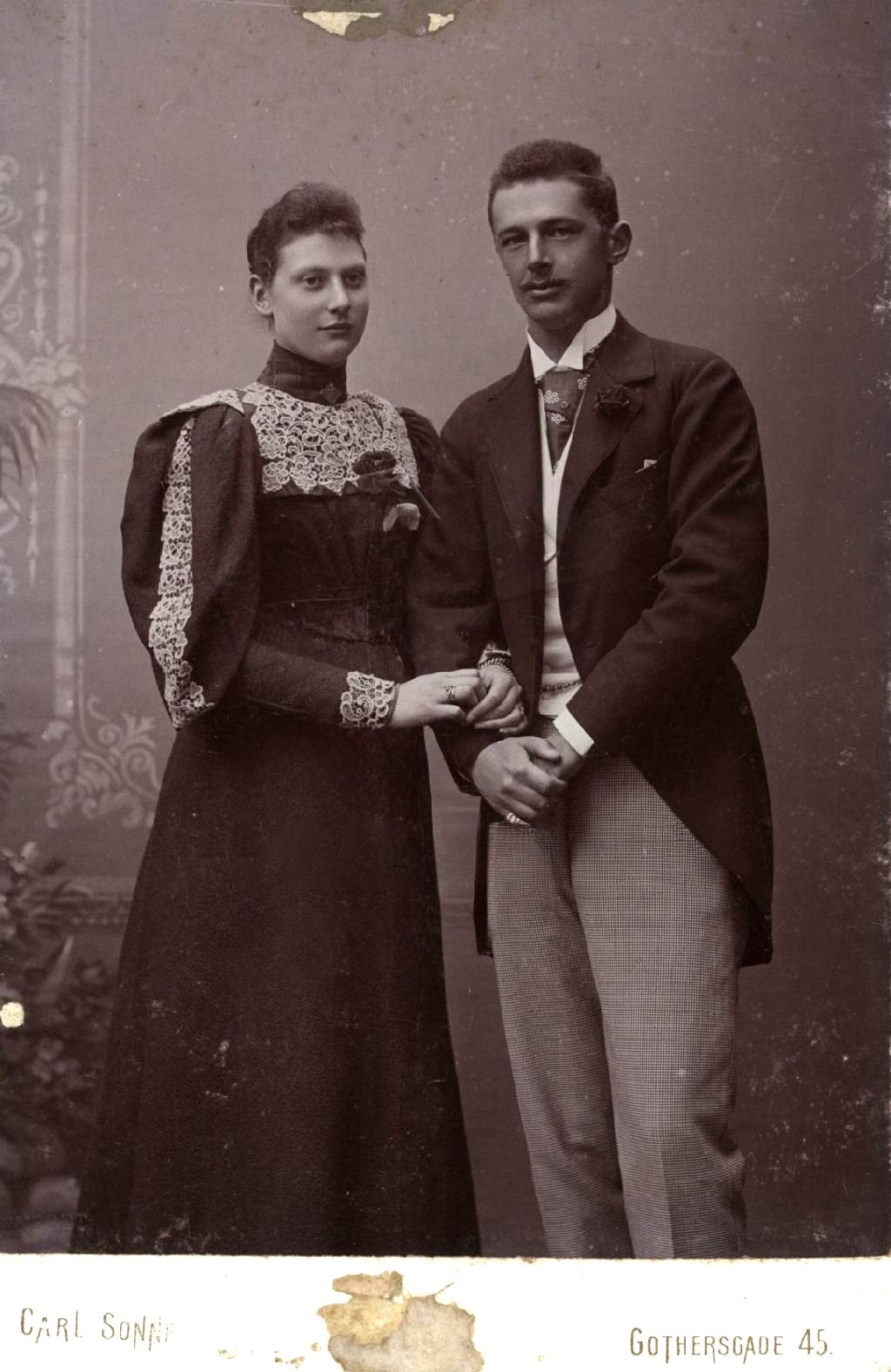
Frederik van Schaumburg-Lippe

Frederik van Schaumburg-Lippe  (Kasteel Ratibořice bij Česká Skalice, 30 januari 1868 - Bad Kudowa, 12 december 1945) was een prins van Schaumburg-Lippe.
Hij was het derde kind en de tweede zoon van Willem Karel van Schaumburg-Lippe en Bathildis van Anhalt-Dessau. Op 5 mei 1896 trad hij in Kopenhagen in het huwelijk met Louise Caroline van Denemarken, oudste dochter van koning  Frederik VIII van Denemarken en Lovisa van Zweden. Het paar kreeg drie kinderen:
- Marie Luise Dagmar Bathildis Charlotte (1897-1938), gehuwd met Frederik Sigismund, zoon van Frederik Leopold van Pruisen,
- Christian Nikolaus Wilhelm Friedrich Albert Ernst (1898-1974), gehuwd met zijn volle nicht Feodora van Denemarken, dochter van prins Harald,
- Stephanie Alexandra Hermine Thyra Xenia Bathildis Ingeborg (1899-1925), gehuwd met Viktor Adolf van Bentheim en Steinfurt.

In 1906 overleed Louise Caroline, waarna Frederik op 26 mei 1909 hertrouwde met Antoinette van Anhalt-Dessau. Met haar kreeg hij nog twee zoons:
- Leopold (1910-2006)
- Willem (1912-1938)